# کیت گاروی
کیت گاروی (انگلیسی: Kate Garvey؛) مدیر کارآفرین و روابط عمومی اهل بریتانیا است. وی از سال ۱۹۹۴ میلادی تاکنون مشغول فعالیت بوده‌است. او همچنین در دوران نخست‌وزیری تونی بلر، منشی او بود.
کیت گاروی در سال ۲۰۰۹ در موناکو برای اولین بار با جیمی ویلز بنیانگذار دانشنامه ویکی‌پدیا آشنا شد و در ۲۰۱۰ دوباره در داووس، سوئیس با هم دیدار نمودند و سال ۲۰۱۱، ولز به انگلیس نقل مکان کرد و یکسال بعد در Wesley's Chapel لندن ازدواج کردند. در مراسم ازدواج آنها سیاستمدارانی چون تونی بلر، دیوید میلیبند، نیل کینوک و هنرمندانی مانند لی‌لی کول و مایک هکنال حضور داشتند. این اولین ازدواج برای وی و سومین برای ویلز بود. آنها در حال حاضر ۳ دختر دارند